# Nordamerikanska cupen i bandy
Nordamerikanska cupen är en årlig herrturnering i bandy, öppen för klubbar i USA och Kanada. Premiäråret var 1985 och klubbar från bl.a. Finland har deltagit i cupen.

## Vinnare
- 1985 -  OLS
- 1986 -  Bagheera Blades
- 1987 -  Minneapolis Bandolier
- 1988 -  Vesta Bandy
- 1989 -  Minnesota Reindeer
- 1990 -  Minnesota Reindeer
- 1991 -  Minnesota Reindeer
- 1992 -  Stabaek Minnesota Bandy
- 1993 -  Stabaek Minnesota Bandy
- 1994 -  Stabaek Minnesota Bandy
- 1995 -  Minnetonka Dynamo
- 1996 -  Sirius Minnesota BK
- 1997 -  Sirius Minnesota BK
- 1998 -  Minneapolis Bandolier
- 1999 -  Sirius Minnesota BK
- 2000 -  Minnetonka Dynamo
- 2001 -  Minneapolis Bandolier
- 2002 -  Minneapolis Bandolier
- 2003 -  Minneapolis Bandolier
- 2004 - inställt på grund av dåliga isförhållanden
- 2005 -  Minneapolis Bandolier
- 2006 -  Amur Tigers
- 2007 -  Minnesota Blades
- 2008 -  Minneapolis Bandolier
- 2009 -  Minneapolis Bandolier
- 2010 -  Twin City Ice Tigers
- 2011 -  Minneapolis Bandolier
- 2012 -  Minnesota Blades
- 2013 -